# Ія Сухіташвілі
Ія Сухіташвілі (груз. ია სუხიტაშვილი; нар. 29 серпня, 1980, Тбілісі, СРСР) — грузинська акторка театру і кіно.

## Біографія
Ія Сухіташвілі народилася 29 серпня 1980 року у Тбілісі. У 2001 році Ія закінчила Тбіліський театральний інститут ім. Шота Руставелі. Після закінчення інституту Сухіташвілі почала працювати у Грузинському державному академічному театрі імені Шота Руставелі.

## Фільмографія
- Горизонт (2018)
- Початок (2020)

## Нагороди
- 1997 Монако — Головний приз спектаклю «Незвичайне диво».
- 2000 Гран-Прі Театрального Товариства Грузії «Золота маска» — «Краща молода актриса» «Ромео і Джульєтта»
- 2002 Премія Театрального Товариства Грузії «Краща вистава» — «Гамлет»
- 2020 «Срібна мушля» — за роль у фільмі «Початок» Деї Кулумбегашвілі[4]